# NGC 6251
NGC 6251 este o galaxie eliptică situată în constelația Ursa Mică. A fost descoperită în 1 ianuarie 1802 de către William Herschel.